# Тлявгулово
Тлявгу́лово (рос. Тлявгулово) — присілок у складі Кувандицького міського округу Оренбурзької області, Росія.

## Населення
Населення — 143 особи (2010; 109 у 2002).
Національний склад (станом на 2002 рік):
- башкири — 49 %
- татари — 27 %